# Condado de Monroe (Alabama)
El condado de Monroe (en inglés: Monroe County), es un condado del estado estadounidense de Alabama que fue fundado en 1815 y se le llamó Monroe en honor al presidente James Monroe. En el año 2000 tenía una población de 24 324 habitantes con una densidad de población de 9 personas por km². La sede del condado es Monroeville.

## Geografía
Según la oficina del censo el condado tiene una superficie total de 2681 km² (1035,1 mi²), de los que 2657 km² (1025,8687258687 mi²) son tierra y 23 km² (8,9 mi²) (0,84%) son agua.

### Condados adyacentes
- Condado de Wilcox - norte
- Condado de Butler - noreste y este
- Condado de Conecuh - este
- Condado de Escambia - sureste
- Condado de Baldwin - suroeste
- Condado de Clarke - oeste

### Principales carreteras y autopistas
- U.S. Autopista 84
- Carretera estatal 21
- Carretera estatal 41
- Carretera estatal 47
- Carretera estatal 59

## Demografía
Según el 2000 la renta per cápita media de los habitantes del condado era de 29 093 dólares y el ingreso medio de una familia era de 34 569 dólares. En el año 2000 los hombres tenían unos ingresos anuales 31 096 dólares frente a los 18 767 dólares que percibían las mujeres. El ingreso por habitante era de 14 862 dólares y alrededor de un 21,30% de la población estaba bajo el umbral de pobreza nacional.

## Ciudades y pueblos
- Beatrice
- Excel
- Frisco City
- Vredenburgh
- Monroeville